# 飓风布雷特
飓风布雷特（英語：Hurricane Bret）是1999年大西洋飓风季期间发展形成的第一场四级飓风，也是继1989年的飓风杰里以来第一个以飓风强度登陆德克萨斯州的热带气旋。布雷特源于8月18日的一股东风波，在坎佩切湾缓慢发展，并受到弱转向气流影响。8月20日，风暴开始北上，并于次日进入爆发性增强期。经过这段快速增强期后，该风暴系统达到中心气压944毫巴（百帕，27.88英寸汞柱）、最大持续风速每小时230公里的最高强度。当天晚些时候，飓风减弱到三级强度并登陆德克萨斯州的帕德雷岛。此后不久，布雷特进一步减弱，登陆24小时后就降级成了热带低气压。风暴残留最终于8月26日清晨在墨西哥北部上空消散。
布雷特对德克萨斯州沿海多个城市构成威胁，18万居民因此疏散。这些地区开设了多个避难所，并将监狱犯人转移。风暴到达数天前，美国国家飓风中心发布了多份飓风观察预警，之后又向德克萨斯州和墨西哥边境附近区域发布了飓风警告。多条通往屏障岛城镇的主要道路予以封闭，以防居民在飓风来袭期间试图穿越桥梁。附近的墨西哥有约7000人在风暴袭击前离开沿海地区。墨西哥政府在该国北部开设了数百个避难所，以应对可能出现的大规模洪灾。
气旋最终登陆的区域人烟稀少，因此造成的破坏小于预期，但还是夺走了7人的生命，其中德克萨斯州4人，墨西哥3人。大部分人员丧生都是因道路湿滑引发的交通事故导致。飓风登陆期间给德克萨斯州马塔戈达岛带去了高达2.7米的风暴潮。德克萨斯州的最高降雨量达335毫米，估计墨西哥局部区域要超过360毫米。受到影响的地区有许多民房受损或被毁，导致约150人无家可归。整场风暴共计造成了1500万美元（1999年美元，相当于2025年的2744萬美元）的经济损失。

## 气象历史
8月5日，一股东风波离开西非海岸后开始总体向西行进，于8月15日和西加勒比海的一片上层低气压发生相互作用，并催生出一片低气压。低气压周围有对流活动发展出来，到了8月18日，系统已经到达尤卡坦半岛上空。当天晚些时候，这片扰动天气进入坎佩切湾，飓风猎人侦察机的侦测数据表明系统约在协调世界时下午18点左右发展成1999年大西洋飓风季的第三股热带低气压。系统起初因弱转向气流的影响导致移动缓慢且不稳定，同时还因中等强度风切变而无法增强。到了8月19日，风切变有所减弱，低气压中心上空开始发展出深层对流，美国国家飓风中心于当天晚些时间将系统升级成热带风暴，并以“布雷特”（Bret）为其命名。气旋的规模较小，在接下来几天里向北行进并逐渐强化，到8月20日早上已开始形成雨带。

布雷特登陆的雷达图像

8月20日晚上，经飓风猎人侦察机确认，布雷特的最大持续风速已达每小时120公里，达到飓风标准。与此同时，风暴还因受一条中层高压脊的影响而转向西北偏北。次日，飓风进入爆发性增强期并且有非常清晰的风眼发展形成。8月22日早上，布雷特达到风力时速230公里，中心气压944毫巴（百帕，27.88英寸汞柱的最高强度），可以在萨菲尔-辛普森飓风等级下达到四级飓风标准，成为1999年大西洋飓风季的第一场四级飓风，也是首场大型飓风。此后不久，风暴以西的一股上层低压槽开始侵蚀系统的云层格局。
8月22日晚，布雷特因墨西哥湾上空一片中对流层高压脊和里奥格兰德河谷上空一片中对流层环流的影响转向西北。最终登陆数小时前，飓风减弱到三级强度并放缓了前进速度。8月23日凌晨0点左右，飓风布雷特在帕德雷岛登陆，登陆时中心气压951毫巴（百帕，28.08英寸汞柱）、最大持续风速每小时185公里。进入陆地上空后，风暴迅速弱化，仅登陆12小时后就减弱为热带风暴，并在8月23日晚进一步降级成热带低气压。系统残留持续存在数天后，于8月26日在墨西哥北部的山区上空消散。

## 防灾措施

### 德克萨斯州

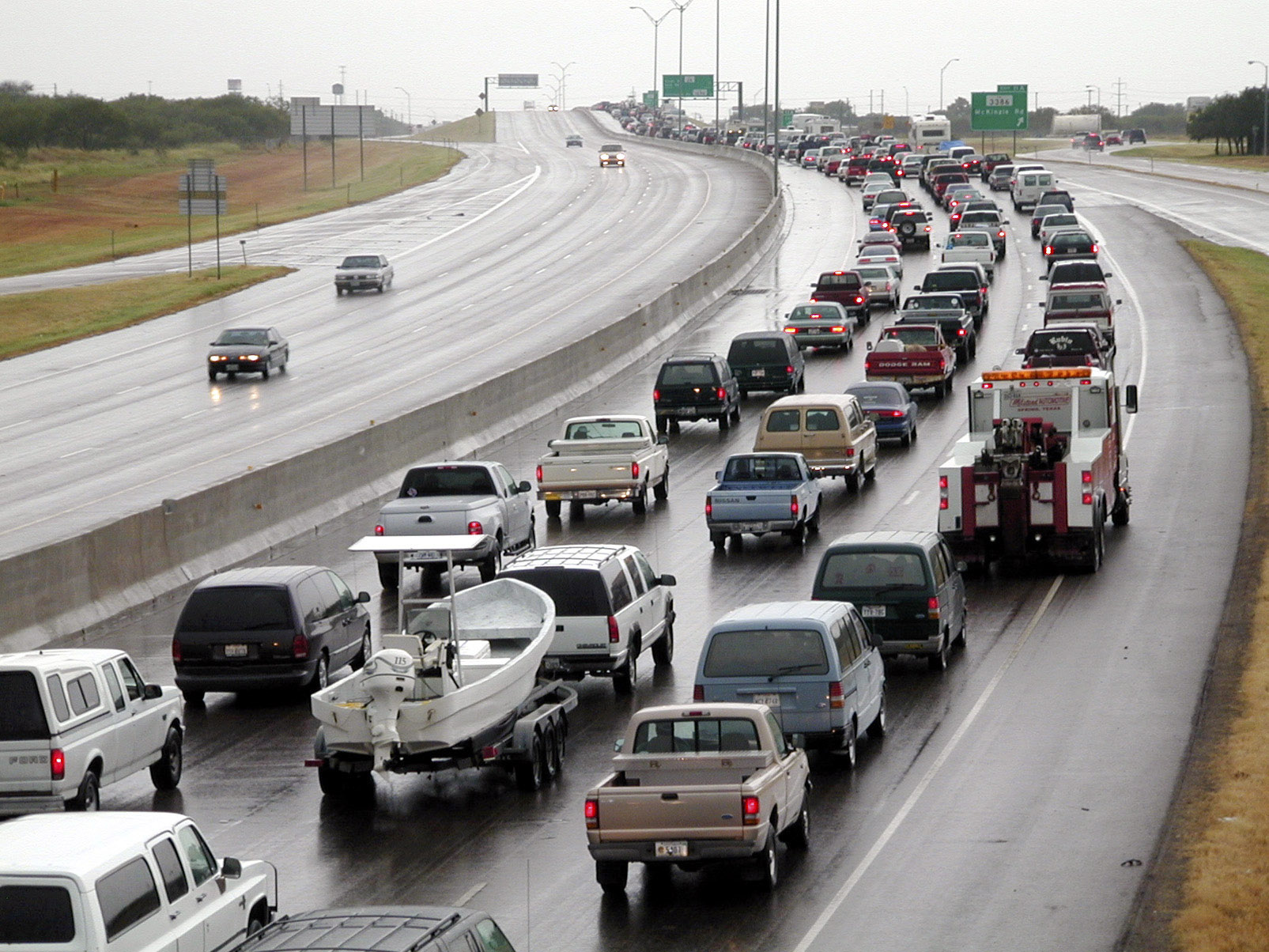
8月22日，帕德雷岛的居民纷纷撤离

8月21日，美国国家飓风中心首次预测风暴将逼近德克萨斯州海岸线，因此向墨西哥和德克萨斯州巴芬湾（Baffin Bay）之间的沿海边境地区发布了飓风观察预警。几个小时后，由于气旋得到强化，并且威胁更加明确，预警也相应升级成飓风警告。随后，巴芬湾向北至努埃塞斯县阿兰瑟斯港（Port Aransas）之间地区先是收到热带风暴警告，之后又替换成飓风观察预警。次日，飓风警告的生效范围延伸到了卡尔霍恩县的奥康纳港（Port O'Connor），公告范围则延伸到了布拉佐里亚县的弗里波特（Freeport）。布雷特登陆前不久，奥康纳港到弗里波特之间地区的飓风观察预警予以中止。阿兰瑟斯港到奥康纳港之间的飓风警告也在飓风上岸数小时并开始减弱后中止。到8月23日晚，所有与这一气旋有关的警告和预警均予中止。
8月22日，由于面对布雷特的严峻威胁，德克萨斯州科珀斯克里斯蒂市政府官员宣布该市进入紧急状态，敦促数以万计的居民撤离沿海地区，前往当地避难所或是较内陆地区的亲友家中躲避。估计全州有18万人在风暴来临前离开家园。科珀斯克里斯蒂国际机场于8月22日中午封闭，361号德克萨斯州州道和阿兰瑟斯港的多个码头也在当天晚些时候封闭。大量人员撤离，再加上人们排起长队购买汽油和应急物品，造成整个地区的高速公路出现拥堵。8月23日，两所大学和一所大专予以关闭并持续了数天时间。
圣安东尼奥地区开设了11个避难所，一共可以容纳3525人。由于努埃塞斯县一所监狱的房屋可能难以承受飓风的袭击，因此约有325名囚犯转移到了别处。约有1000名在附近海域工作的水手转移到了美国海军两栖突击舰“仁川号”（Inchon）。该舰起初计划出海避开风暴，但由于需要维修而无法离港。据报道，舰上拥有足够的补给，可以维持众水手约45天的生存所需。到了北美中部时区（夏令时）8月23日凌晨0点，马斯序唐岛（Mustang Island）和帕德雷岛人员已全部撤离，官员还封闭了进出岛屿的道路，防止任何人在岛上确认安全、可以进入前重新进入。科珀斯克里斯蒂市政府官员制订了严格措施防止出现哄抬物价的情况。。

### 墨西哥
墨西哥政府在准备应对风暴期间下令墨西哥湾的18个港口停止向小到中型船只开放。该国北部开设了超过500个避难所，官员建议生活在低洼地区的数千居民及时疏散。墨西哥陆军、红十字会和消防员进入待命状态，准备随时应对风暴期间的紧急求助。8月22日，塔毛利帕斯州进入紧急状态。次日，至少120名消防员被派往蒙特雷应对突发事件。墨西哥政府强调保障该市的居民安全，预计这里将受到飓风最严重的冲击。墨西哥接近德克萨斯州边境的沿海地区有约7000位渔民撤离。马塔莫罗斯也开设了31个避难所。墨西哥北部的所有学校都关闭了数天时间。

## 影响

### 墨西哥

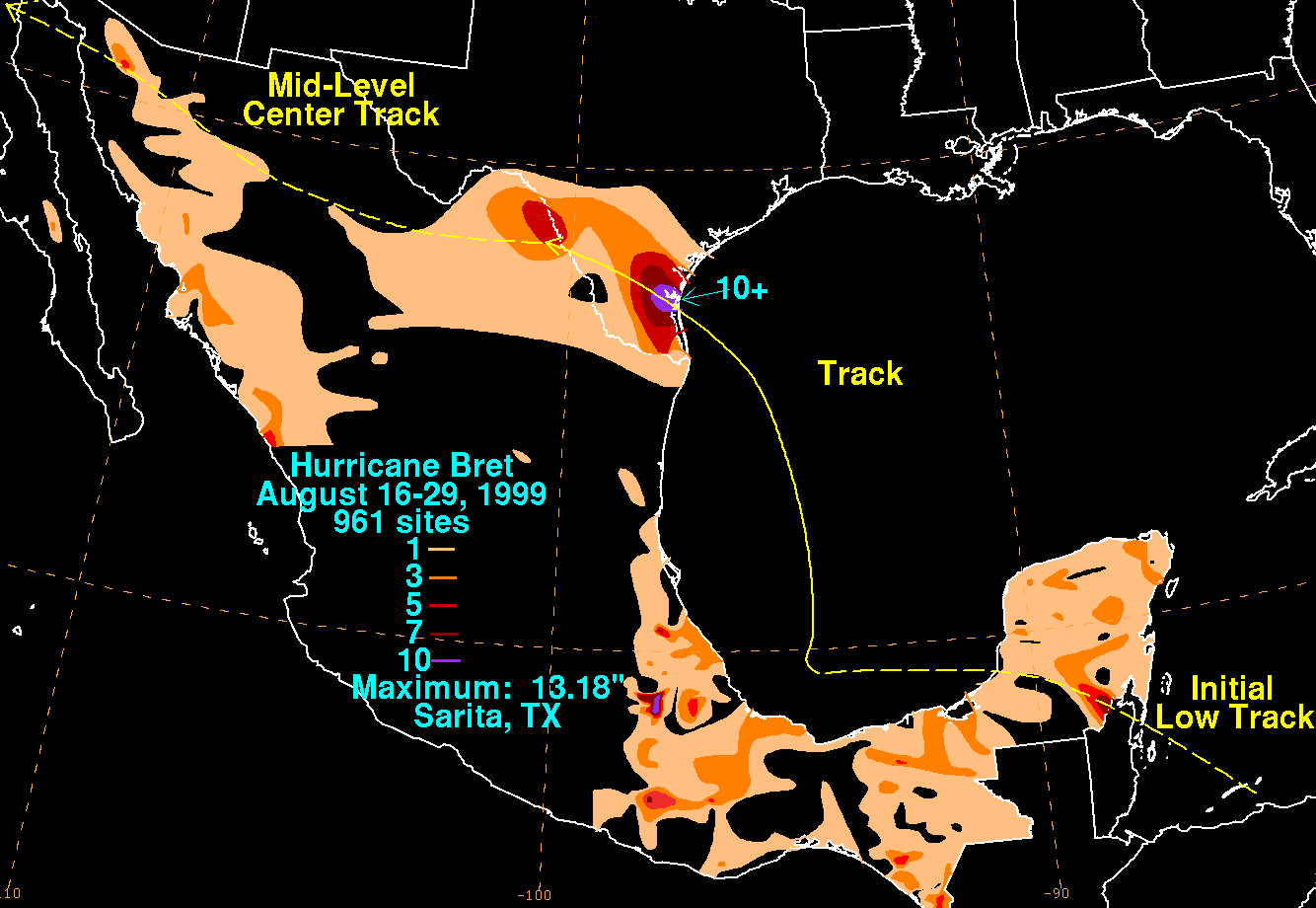
飓风布雷特在墨西哥和德克萨斯州产生的降雨量分布

发展成热带低气压以前，扰动天气给尤卡坦半岛带去了零散降水，局部降雨量超过180毫米。系统在坎佩切湾基本停止移动期间，其外围雨带在墨西哥沿海地区产生了少量降水。虽然布雷特登陆的位置接近德克萨斯州和墨西哥边境，但由于风暴规模很小，因此墨西哥所受的影响也就比较有限。新莱昂州在24小时里降雨量达到360毫米，附近的塔毛利帕斯州很可能也有接近的降雨量。塔毛利帕斯州、新莱昂州和科阿韦拉州共有10个村庄因洪水冲毁道路而与外界隔绝。有一个家庭的全部十位成员都在一次正面碰撞中受伤。索诺拉州的諾加萊斯因暴雨导致街道被淹，引起交通堵塞，还有多条输电线缆被狂风刮断。风暴来袭前的疏散期间，有一人被踩踏致死。飓风登陆后，又有一人因供电线路断裂导致触电身亡，还有一人在洪水中溺亡。卡德雷塔（Cadereyta）因山洪爆发导致镇上大部分区域被淹，至少150户人家因此流离失所。

### 德克萨斯州

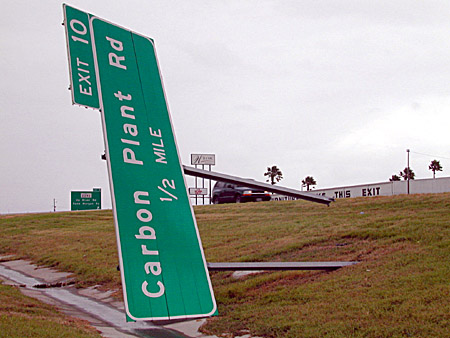
37号州际公路上被飓风布雷特刮倒的一面标志牌

飓风布雷特登陆期间给马塔戈达岛带去了高达2.7米的风暴潮。风暴产生的大浪还令加尔维斯敦周边出现了轻度海滩侵蚀。帕德雷岛形成了12个新的水湾，其中一个还大到足以被人误以为是曼斯菲尔德水道。凯内迪县中部小范围区域降雨量达到335毫米，是全州降水最多的所在。布鲁克斯县机场记录下了976毫巴（百帕，28.84英寸汞柱）的气压，这是本场飓风在陆地上的最低气压纪录。暴雨令阿兰瑟斯河（Aransas River）迅速到达洪水警戒水位，格兰德河接近墨西哥湾河段还出现了轻度洪水。科珀斯克里斯蒂附近的海滩流失1.1立方米的沙子。风暴还摧毁了约10公顷农田。
凯内迪县有一座电塔受损，导致数千人家中停电。风暴来袭期间，估计德克萨斯州南部共有6.4万人失去电力供应。德克萨斯州281号高速公路环路部分路段被洪水淹没，造成价值5万美元（1999年美元，相当于2025年的9.15萬美元）的破坏。科珀斯克里斯蒂估计受到了10万美元（1999年美元，相当于2025年的18.3萬美元）的破坏。杜瓦尔县有200套房屋因洪水受损，还有大面积农业用地被淹，该县共计遭受了约200万美元（1999年美元，相当于2025年的366萬美元）的损失。全州有5场藤田级数为的龙卷风着陆。科珀斯克里斯蒂的民房和商户估计受到了50万美元的（1999年美元，相当于2025年的91.5萬美元）损失，农业损失则共计达到150万美元（1999年美元，相当于2025年的274萬美元）。暴雨致使道路湿滑，引起一辆卡车和拖拉机相撞，导致4人丧生。整个德克萨斯州南部的经济损失总额达到1500万美元（1999年美元，相当于2025年的2744萬美元）。

## 善后

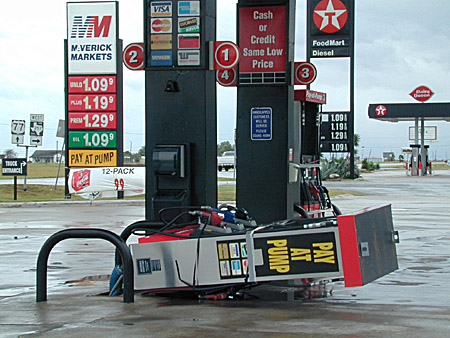
德克萨斯州一个被飓风布雷特刮倒的汽油泵

8月23日，联邦紧急事务管理局派出主要由灾害响应队组成的717名人员前往美国的受灾地区。次日，564名国民警卫队员获派前往德克萨斯州。风暴过后的几天里，许多蚊虫在存在积水的区域产卵，其数量因此大幅攀升。政府部门为此通过喷洒杀虫剂来尽量减少疾病爆发的可能性。到了8月25日，所有飓风袭击前开设的避难所均已关闭，居民得以返回家园。8月26日，美国总统比尔·克林顿宣布布鲁克斯县、杜瓦尔县、吉姆韦尔斯县和韦布县为重大灾区。
9月3日，公共设施、道路、水管的重建工程得到了更多的资金，以求加快工作进程。次日，受到影响的各个县共开放了12个灾后恢复中心，便于居民申请联邦资助。9月9日，德克萨斯州南部又增开了两所灾后恢复中心。当天晚些时候，灾民收到了总额83万1593.28美元（1999年美元，相当于2025年的152萬美元）的灾后住房补贴。截至9月15日，约有1.02万人申请了救灾贷款，总额达到310万美元（1999年美元，相当于2025年的567萬美元）。共有167人获得了联邦紧急事务管理局的危机干预。科珀斯克里斯蒂因狂风暴雨导致城内到处都是杂物和瓦砾，清理花费一共达到20万美元（1999年美元，相当于2025年的36.6萬美元）。